# فاليري تسيفيتكوف
فاليري تسيفيتكوف (بالروسية: Цветков, Валерий Владимирович)‏ هو لاعب كرة قدم روسي في مركز الدفاع، ولد في 5 نوفمبر 1977 في بسكوف في روسيا. لعب مع زينيت سانت بطرسبرغ.